# Villa Romana de Patti
La Villa Romana di Patti es una gran y elaborada villa romana situada en el municipio de Patti en la provincia de Messina, en Sicilia.
Fue sede de un rico latifundio, del que hasta su descubrimiento se conocían pocos ejemplos, salvo la Villa Romana del Casale.

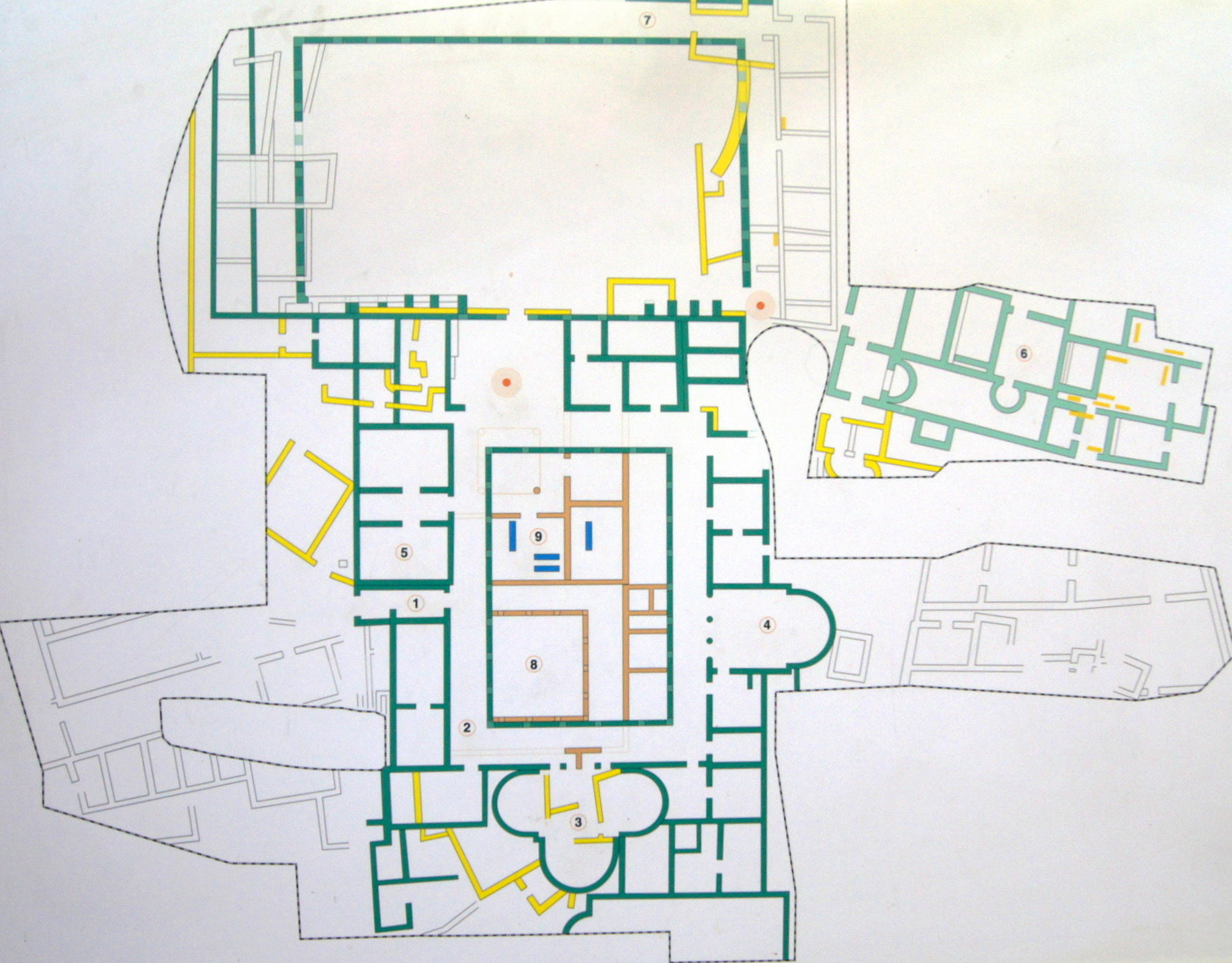
Plano de la Villa di Patti

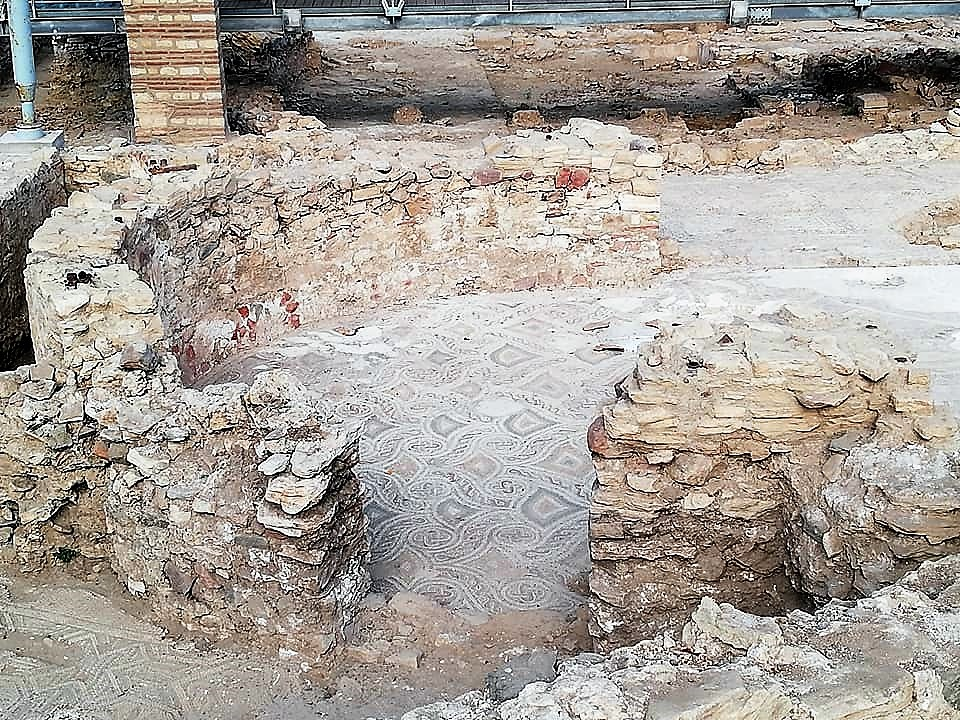
VR Patti 28 10 2018 10

## Historia y descripción
La villa fue descubierta en 1973 durante las obras de construcción de un tramo de la autopista A20, cuando se destruyó parte del lado norte de la villa.
Aunque las excavaciones continúan y aún quedan muchas salas por descubrir, la configuración general de la villa ya está bastante clara.
La villa original se construyó en los siglos II-III d. C. y fue demolida para dar paso a una villa más grande y mucho más elaborada, construida sobre ella a principios del siglo IV d. C.
El núcleo de la villa tardía consiste en un peristilo rodeado de estancias residenciales, típicas de la villa tardorromana. Las estancias más representativas son, en el ala oeste, el Aula Absidata ("sala del ábside") especialmente grande, que recuerda a la basílica de la Piazza Armerina, y en el ala sur, una sala tri-absidal donde el peristilo daba al mar. . El Aula Absidata contenía un suelo de mosaico hoy destruido, pero los suelos de mosaico del peristilo y del triápside están en excelente estado. La orientación este-oeste del Aula Absidata, diferente del eje norte-sur del peristilo, plantea dudas sobre su función y datación, sugiriendo que podría haber sido una iglesia construida después de que el propietario se hubiera convertido al cristianismo.
El mosaico del peristilo consiste en una retícula de paneles cuadrados insertados en un marco de coronas continuas de laurel enriquecidas con motivos florales y ornamentales. El mosaico del triápside incluye medallones octogonales y circulares con animales en lados curvilíneos. La calidad de ambos mosaicos policromados no es muy alta, lo que indica que fueron producto de un taller siciliano y no de artesanos norteafricanos.
En la zona noreste, un sistema de baños tenía muros construidos con una técnica diferente.
La residencia había sido abandonada antes del terremoto que afectó a Sicilia en el año 365 d. C.
Tras el seísmo de los siglos VI y VII, los restos de la villa se restauraron en parte y siguió habitada al menos hasta el siglo X d. C.
En los últimos años se ha vuelto a cubrir el yacimiento con una cubierta protectora especial.

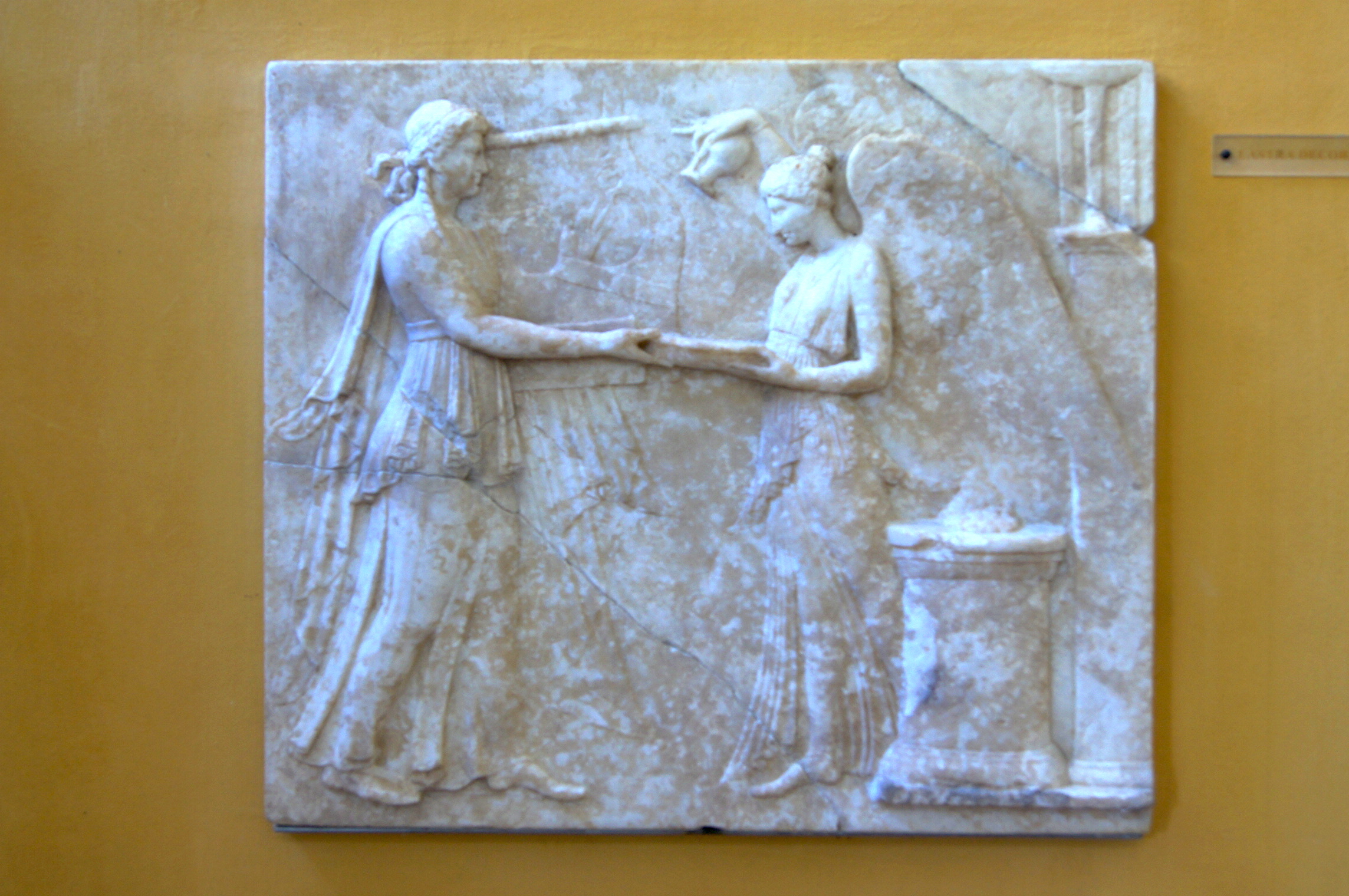
Relieve de la Villa di Patti

## Otras lecturas
- Sfameni, Carla (2004). «Residential Villas in Late Antique Italiy: Continuity and Change».  En Bowden, William; Lavan, Luke, eds. Recent Research on the Late Antique Countryside. Late Antique Archaeology 2. Leiden: Brill. pp. 335-375. ISBN 9789004136076.
- Voza, Giuseppe (1982). «Le ville romane del Tellaro e di Patti in Sicilia e il problema dei rapporti con l'Africa». 150-Jahr-Feier Deutsches Archäologisches Institut Rom: Ansprachen und Vorträge, 4–7 Dezember 1979. Mitteilungen des Deutschen Archäologischen Instituts - Römische Abteilung (en italiano) 25. Mainz: Philipp von Zabern. pp. 202-209. ISBN 3805305583.